# Ligamento falciforme
El  ligamento falciforme es una estructura anatómica fibrosa alargada de anterior a posterior que une la cara diafragmática del hígado al diafragma y la pared abdominal anterior. Las dos hojas peritoneales que lo forman están adosadas entre sí. Contiene algunas venas del ligamento falciforme, venas diafragmáticas (porta accesorias, filetes nerviosos del plexo diafragmático y el ligamento redondo del hígado.
En el hígado es la referencia visual para dividir el órgano en sus dos lóbulos principales, izquierdo y derecho.  El ligamento fija el hígado con la pared anterior del abdomen (un repliegue en el peritoneo) junto con las venas suprahepáticas.